# Madeleine Gobeil
Madeleine Gobeil, ou parfois Madeleine Gobeil-Noël, est une journaliste et professeure canadienne.

## Biographie
Madeleine Gobeil, formée à l’Université d’Ottawa puis à l'Université McGill de Montréal, a été professeure de littérature française à l'université Carleton à Ottawa de 1964 à 1971. Elle y a participé à la fondation du Centre national des Arts dont elle fut membre du conseil d'administration.
Elle fut directrice de la Division des arts et de la vie culturelle de l'UNESCO.
Âgée de 15 ans, elle entame une correspondance avec Simone de Beauvoir, qu'elle rencontre en 1958 et dont elle restera l'amie jusqu'à la mort de celle-ci.
Journaliste, elle a mené des entretiens avec Jean Genet, Jean-Paul Sartre, Simone Weil, Marguerite Duras, Françoise Dolto, Shimon Peres, Françoise Giroud.
Pendant ses études, Madeleine Gobeil a passé deux ans en France. Elle a suivi au Centre d'art dramatique de la rue Blanche les cours de Berthe Bovy

## Publications
- Danièle Sallenave, La vie éclaircie. Réponses à Madeleine Gobeil, Gallimard, collection Blanche, 2010
- « Adieu cher Michel », in Basarab Nicolescu, Le sacré aujourd'hui ; précédé de Hommage à Michel Camus, Rocher, 2003, p. 45-47

Entretiens
- avec Claude Lanzmann, Sartre inédit, 1967. Entretien exclusif de Jean-Paul Sartre à la télévision canadienne, sorti en DVD en France en 2005[4]
- « Playboy interview : Jean-Paul Sartre », interview par Madeleine Gobeil, Playboy, XII, no 5, mai 1965, p. 69-76[5]
- « Entretien avec Simone de Beauvoir », Paris Review, no 34, printemps-été 1965, p. 23-40 [lire en ligne]
- « Entretien avec Jean Genet », in The Declared Enemy: Texts and Interviews, Stanford University Press, 2004, p. 2-17